# Osmakî, Korop
Osmakî (în ucraineană Осьмаки) este un sat în comuna Verba din raionul Korop, regiunea Cernihiv, Ucraina.

## Demografie
Componența lingvistică a localității Osmakî
     Ucraineană (100%)
Conform recensământului din 2001, toată populația localității Osmakî era vorbitoare de ucraineană (100%).